# Gornji Streoc
Strellc i Epërm en albanais et Gornji Streoc en serbe latin (en serbe cyrillique : Горњи Стреоц) est une localité du Kosovo située dans la commune/municipalité de Deçan/Dečani, district de Gjakovë/Đakovica (Kosovo) ou de Pejë/Peć (Serbie). Selon le recensement kosovar de 2011, elle compte 3 347 habitants.

## Histoire
Sur le territoire du village se trouvent les vestiges de fortifications datant des IVe-VIe siècles ; ils sont proposés pour une inscription sur la liste des monuments culturels du Kosovo.
Dans le village, la tour-résidence de Shaban Curri, qui date du XIXe siècle, est mentionnée par l'Académie serbe des sciences et des arts et inscrite sur la liste des monuments historiques kosovars.

## Démographie

### Évolution historique de la population dans la localité
| 1948  | 1953  | 1961  | 1971  | 1981  | 1991  | 2011  |
| ----- | ----- | ----- | ----- | ----- | ----- | ----- |
| 1 430 | 1 516 | 1 721 | 2 190 | 2 782 | 3 339 | 3 347 |

|  |

### Répartition de la population par nationalités (2011)
En 2011, les Albanais représentaient 97,49 % de la population.

## Personnalité
La chanteuse Nora Istrefi est née dans le village en 1986.